# 652 Jubilatrix
A 652 Jubilatrix egy a Naprendszer kisbolygói közül, amit Johann Palisa fedezett fel 1907. november 4-én.